# ألفريد نيومان
ألفريد نيومان (بالإنجليزية: Alfred Newman)‏ (و. 1901 – 1970 م) هو موزع، وملحن، وموسيقي، ومؤلفو موسيقى تصويرية من الولايات المتحدة الأمريكية. ولد في نيو هيفن، كونيتيكت.
توفي في هوليوود، كاليفورنيا، عن عمر يناهز 69 عاماً.

## جوائز وترشيحات
حصل على جوائز منها:
- جائزة الأوسكار لأفضل موسيقى أصلية أو مقتبسة أو معالجة  [لغات أخرى]‏، عن عمل: فرقة ألكسندر لموسيقى الجاز
- جائزة الأوسكار لأفضل نتيجة موسيقي أصلية  [لغات أخرى]‏، عن عمل: ادعني مدام
- جائزة الأوسكار لأفضل موسيقى تصويرية دراماتيكية أو كوميدية أصلية، عن عمل: الحب شيء رائع
- جائزة الأوسكار لأفضل نتيجة موسيقي أصلية  [لغات أخرى]‏، عن عمل: الملك وأنا
- جائزة الأوسكار لأفضل نتيجة موسيقي أصلية  [لغات أخرى]‏، عن عمل: بأغنية في قلبي
- جائزة الأوسكار لأفضل موسيقى تصويرية دراماتيكية أو كوميدية أصلية، عن عمل: أنشودة بيرناديت
- جائزة الأوسكار لأفضل نتيجة موسيقي أصلية  [لغات أخرى]‏، عن عمل: أم ترتدي السراويل الضيقة
- جائزة الأوسكار لأفضل موسيقى أصلية أو مقتبسة أو معالجة  [لغات أخرى]‏، عن عمل: تن بان ألي
- جائزة الأوسكار لأفضل موسيقى أصلية أو مقتبسة أو معالجة  [لغات أخرى]‏، عن عمل: كاميلوت.

ترشح لـ:
- جائزة الأوسكار لأفضل موسيقى تصويرية، عن عمل: المطار
- جائزة الأوسكار لأفضل موسيقى تصويرية دراماتيكية أو كوميدية أصلية، عن عمل: كل شيء عن إيف
- جائزة الأوسكار لأفضل نتيجة موسيقي أصلية  [لغات أخرى]‏، عن عمل: On the Riviera [الإنجليزية]‏
- جائزة الأوسكار لأفضل موسيقى تصويرية دراماتيكية أو كوميدية أصلية، عن عمل: داود وبثشبع [الإنجليزية]‏
- جائزة الأوسكار لأفضل نتيجة موسيقي أصلية  [لغات أخرى]‏، عن عمل: بأغنية في قلبي
- جائزة الأوسكار لأفضل موسيقى تصويرية دراماتيكية أو كوميدية أصلية، عن عمل: بيت الأفعى
- جائزة الأوسكار لأفضل موسيقى تصويرية دراماتيكية أو كوميدية أصلية، عن عمل: Captain from Castile [الإنجليزية]‏
- جائزة الأوسكار لأفضل نتيجة موسيقي أصلية  [لغات أخرى]‏، عن عمل: When My Baby Smiles at Me (film) [الإنجليزية]‏
- جائزة الأوسكار لأفضل نتيجة موسيقي أصلية  [لغات أخرى]‏، عن عمل: أم ترتدي السراويل الضيقة
- جائزة الأوسكار لأفضل نتيجة موسيقي أصلية  [لغات أخرى]‏، عن عمل: Centennial Summer [الإنجليزية]‏
- جائزة الأوسكار لأفضل نتيجة موسيقي أصلية  [لغات أخرى]‏، عن عمل: ادعني مدام
- جائزة الأوسكار لأفضل نتيجة موسيقي أصلية  [لغات أخرى]‏، عن عمل: Daddy Long Legs (1955 film) [الإنجليزية]‏
- جائزة الأوسكار لأفضل موسيقى تصويرية دراماتيكية أو كوميدية أصلية، عن عمل: يوميات آن فرانك
- جائزة الأوسكار لأفضل نتيجة موسيقي أصلية  [لغات أخرى]‏، عن عمل: Flower Drum Song (film) [الإنجليزية]‏
- جائزة الأوسكار لأفضل موسيقى تصويرية، عن عمل: كيف غُلب الغرب
- جائزة الأوسكار لأفضل نتيجة موسيقي أصلية  [لغات أخرى]‏، عن عمل: There's No Business Like Show Business (film) [الإنجليزية]‏
- جائزة الأوسكار لأفضل نتيجة موسيقي أصلية  [لغات أخرى]‏، عن عمل: جنوب المحيط الهادىء
- جائزة الأوسكار لأفضل نتيجة موسيقي أصلية  [لغات أخرى]‏، عن عمل: الملك وأنا
- جائزة الأوسكار لأفضل موسيقى تصويرية دراماتيكية أو كوميدية أصلية، عن عمل: أنستازيا
- جائزة الأوسكار لأفضل موسيقى تصويرية دراماتيكية أو كوميدية أصلية، عن عمل: الحب شيء رائع
- جائزة الأوسكار لأفضل موسيقى تصويرية، عن عمل: The Greatest Story Ever Told [الإنجليزية]‏
- جائزة الأوسكار لأفضل موسيقى تصويرية دراماتيكية أو كوميدية أصلية، عن عمل: The Keys of the Kingdom (film) [الإنجليزية]‏
- جائزة الأوسكار لأفضل موسيقى تصويرية دراماتيكية أو كوميدية أصلية، عن عمل: ويلسون
- جائزة الأوسكار لأفضل موسيقى أصلية أو مقتبسة أو معالجة  [لغات أخرى]‏، عن عمل: The Goldwyn Follies [الإنجليزية]‏
- جائزة الأوسكار لأفضل موسيقى تصويرية، عن عمل: The Rains Came [الإنجليزية]‏
- جائزة الأوسكار لأفضل موسيقى تصويرية، عن عمل: مرتفعات ويذرنج
- جائزة الأوسكار لأفضل موسيقى أصلية أو مقتبسة أو معالجة  [لغات أخرى]‏، عن عمل: The Hunchback of Notre Dame (1939 film) [الإنجليزية]‏
- جائزة الأوسكار لأفضل موسيقى أصلية أو مقتبسة أو معالجة  [لغات أخرى]‏، عن عمل: فرقة ألكسندر لموسيقى الجاز
- جائزة الأوسكار لأفضل موسيقى أصلية أو مقتبسة أو معالجة  [لغات أخرى]‏، عن عمل: سجين زندا (فيلم 1937)
- جائزة الأوسكار لأفضل موسيقى تصويرية، عن عمل: راع البقر والسيدة
- جائزة الأوسكار لأفضل موسيقى أصلية أو مقتبسة أو معالجة  [لغات أخرى]‏، عن عمل: إعصار
- جائزة الأوسكار لأفضل نتيجة موسيقي أصلية  [لغات أخرى]‏، عن عمل: معرض الولاية
- جائزة الأوسكار لأفضل موسيقى أصلية أو مقتبسة أو معالجة  [لغات أخرى]‏، عن عمل: They Shall Have Music [الإنجليزية]‏
- جائزة الأوسكار لأفضل موسيقى أصلية أو مقتبسة أو معالجة  [لغات أخرى]‏، عن عمل: تن بان ألي
- جائزة الأوسكار لأفضل نتيجة موسيقي أصلية  [لغات أخرى]‏، عن عمل: Coney Island (1943 film) [الإنجليزية]‏
- جائزة الأوسكار لأفضل موسيقى تصويرية دراماتيكية أو كوميدية أصلية، عن عمل: أنشودة بيرناديت
- جائزة الأوسكار لأفضل نتيجة موسيقي أصلية  [لغات أخرى]‏، عن عمل: Irish Eyes Are Smiling [الإنجليزية]‏
- جائزة الأوسكار لأفضل موسيقى تصويرية، عن عمل: علامة زورو (فيلم 1940)
- جائزة الأوسكار لأفضل موسيقى تصويرية دراماتيكية أو كوميدية أصلية، عن عمل: البجعة السوداء
- جائزة الأوسكار لأفضل موسيقى تصويرية دراماتيكية أصلية، عن عمل: كم كان واديي مخضرا
- جائزة الأوسكار لأفضل نتيجة موسيقي أصلية  [لغات أخرى]‏، عن عمل: صديقتي سالي
- جائزة الأوسكار لأفضل موسيقى تصويرية دراماتيكية أصلية، عن عمل: Ball of Fire [الإنجليزية]‏
- جائزة الأوسكار لأفضل موسيقى أصلية أو مقتبسة أو معالجة  [لغات أخرى]‏، عن عمل: كاميلوت.

## وصلات خارجية
- ألفريد نيومان على موقع IMDb (الإنجليزية)
- ألفريد نيومان على موقع الموسوعة البريطانية (الإنجليزية)
- ألفريد نيومان على موقع ميوزك برينز (الإنجليزية)
- ألفريد نيومان على موقع تيرنر كلاسيك موفيز (الإنجليزية)
- ألفريد نيومان على موقع أول موفي (الإنجليزية)
- ألفريد نيومان على موقع قاعدة بيانات برودواي على الإنترنت (الإنجليزية)
- ألفريد نيومان على موقع أول ميوزيك (الإنجليزية)
- ألفريد نيومان على موقع ديسكوغز (الإنجليزية)
- ألفريد نيومان على موقع قاعدة بيانات الفيلم (الإنجليزية)